# Хидрокинетична електроцентрала
Хирдокинетичната електроцентрала е вид водноелектрическа централа, която не използва резервен воден обем (язовир) или напорен тръбопровод, а се задвижва от кинетичната енергия на естествения воден поток на река или канал.
Предимство на този тип електроцентрали е относително малкото отражение върху околната среда – не се създават язовири и не се променя дебитът на реката.
Те са сравнително евтини, но най-често имат относително малък капацитет. Друг недостатък на хидрокинетичните централи е зависимостта им от водния режим на реката – те са по-рентабилни при реки с устойчив през годината дебит.